# Glückauf-Bahn
| |                     |                       |                       |
| Kursbuchstrecke (DB): | 428                 |                       |                       |
| Streckenlänge: | 16,4 km             |                       |                       |
| |                     |                       |                       |
| Verkehrsunternehmen: | VIAS Rail           |                       |                       |
| Bundesländer (D): | Nordrhein-Westfalen |                       |                       |
| Verlauf |                     |                       |                       |
| \| \| 0 \| Gelsenkirchen Hbf S 2 \| Gelsenkirchen Hbf S 2 \| \| \| 5,4 \| Wanne-Eickel Hbf S 2 \| Wanne-Eickel Hbf S 2 \| \| \| 10,7 \| Bochum-Riemke \| Bochum-Riemke \| \| \| 13,6 \| Bochum-Hamme \| Bochum-Hamme \| \| \| 14,9 \| Bochum West \| Bochum West \| \| \| 16,4 \| Bochum Hbf S 1 \| Bochum Hbf S 1 \| |                     |                       |                       |
| | 0                   | Gelsenkirchen Hbf S 2 | Gelsenkirchen Hbf S 2 |
| Bahnhof mit S-Bahn-Halt | 5,4                 | Wanne-Eickel Hbf S 2  | Wanne-Eickel Hbf S 2  |
| Haltepunkt / Haltestelle | 10,7                | Bochum-Riemke         | Bochum-Riemke         |
| Haltepunkt / Haltestelle | 13,6                | Bochum-Hamme          | Bochum-Hamme          |
| Haltepunkt / Haltestelle | 14,9                | Bochum West           | Bochum West           |
| | 16,4                | Bochum Hbf S 1        | Bochum Hbf S 1        |

Die Glückauf-Bahn ist eine Regionalbahn-Linie im Schienenpersonennahverkehr von Nordrhein-Westfalen, die als RB 46 von Gelsenkirchen nach Bochum führt. Die Verbindung wird vom VRR als ÖPNV-Aufgabenträger bestellt und durch VIAS Rail betrieben.

## Aktueller Betrieb
Die Glückauf-Bahn wird werktags (außer samstags) zwischen 5:00 und 20:00 Uhr im 30-Minuten-Takt, ansonsten im Stundentakt bedient. In Nächten vor Samstagen sowie Sonn- und Feiertagen findet zwischen 0:00 und 4:00 Uhr stündlich auch Nachtverkehr statt.

## Geschichte

### Personenverkehr bis 1990

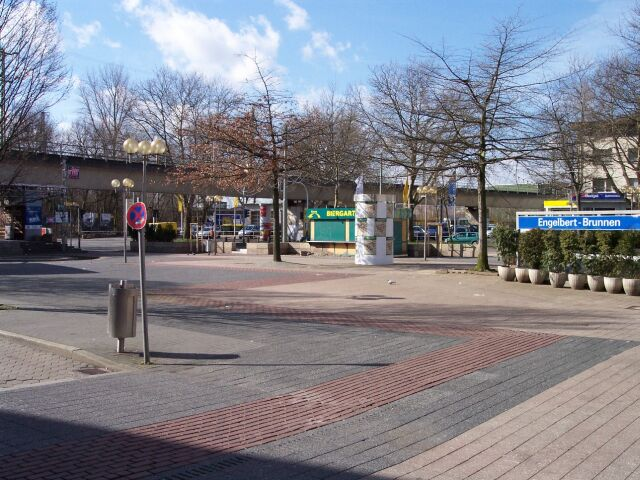
Die 1979 in Betrieb genommene Verbindungskurve am Bochumer Hauptbahnhof

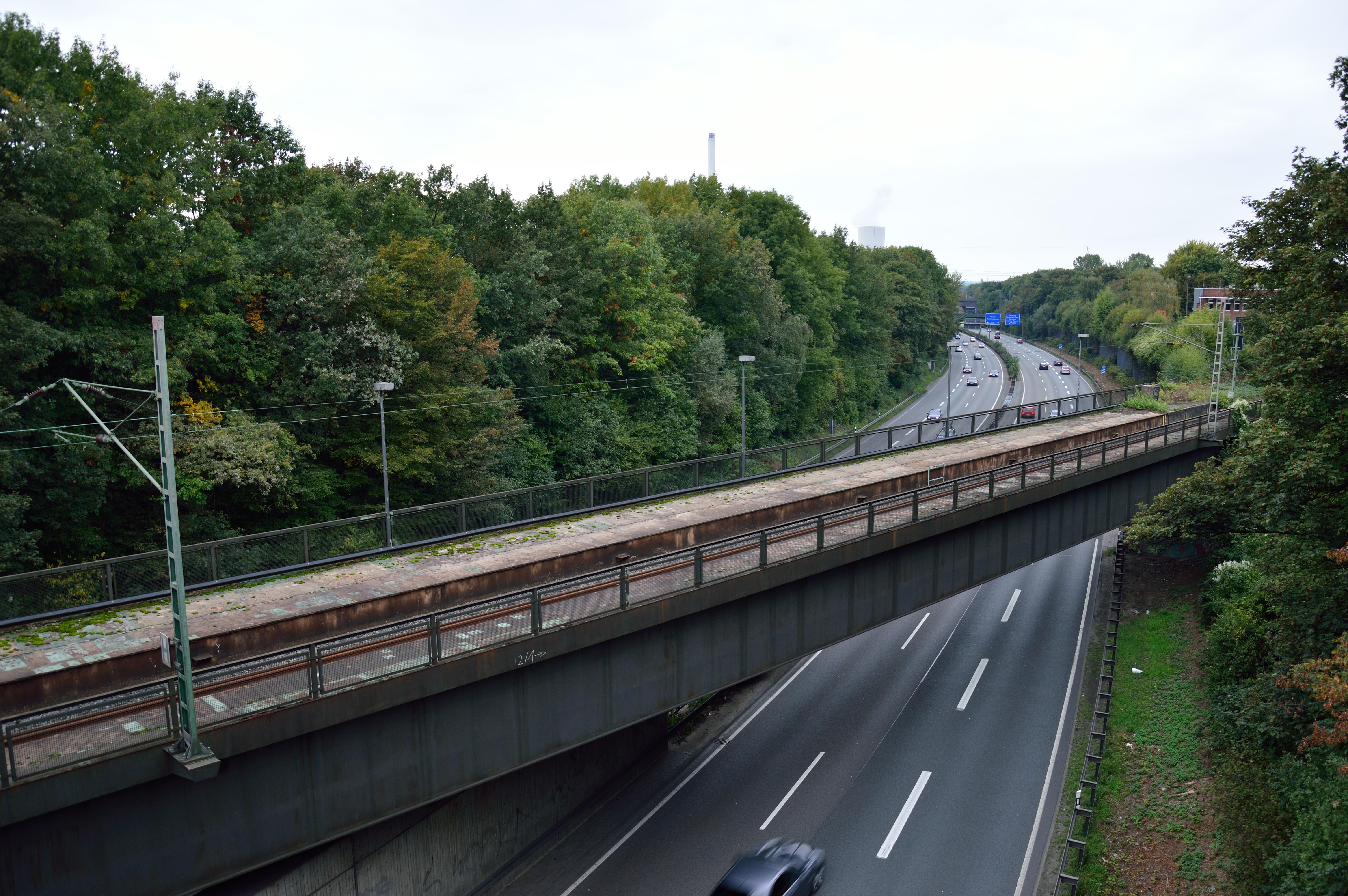
Ehem. Herne-Rottbruch Hp, in Brückenlage über der A 43

Bis 1978 verkehrten Personenzüge der DB von Bochum-Langendreer über Bochum Nord und Bochum-Riemke nach Wanne-Eickel oder über Herne nach Recklinghausen. 1979 wurde eine Verbindungskurve vom Bochumer Hauptbahnhof auf die Strecke in Richtung Riemke in Betrieb genommen. Im Zuge des Baus der S-Bahn-Linie S 1 wurde der alte Personenbahnhof Bochum-Langendreer aufgegeben, so dass für die Züge aus Richtung Herne ein neuer Endpunkt gefunden werden musste. Seit dem 27. Mai 1979 fahren alle Personenzüge von und nach Bochum Mitte den Hauptbahnhof an. Damit entfielen sowohl die Durchbindung einzelner Züge nach Witten oder Hagen als auch die Verkehrshalte in Bochum Nord und Bochum-Präsident. Gleichzeitig wurde ein Taktfahrplan eingeführt – die Züge fuhren täglich zwischen 4:30 (sonn- und feiertags ab 7:30) und 22:00 Uhr von Bochum Hbf nach Herne im Stundentakt, samstags ab 14:00 Uhr sowie sonn- und feiertags alle zwei Stunden.
In den folgenden Jahren wurde der Verkehr jedoch schrittweise eingeschränkt. Zum Sommerfahrplan 1982 wurden die Fahrten an Sonn- und Feiertagen aus dem Angebot gestrichen; ab Sommer 1983 endete der Betrieb an Samstagen bereits um 14:00 Uhr. Mit dem Sommerfahrplan 1985 wurde auch der Samstagsverkehr eingestellt, wochentags endete der Betrieb bereits um 19:00 Uhr.
Ab dem 1. Juni 1987 verkehrten die Züge im Taktfahrplan von 6:00 bis 20:00 Uhr ausschließlich nach Wanne-Eickel Hbf anstatt nach Herne und damit auf der Relation der heutigen Glückauf-Bahn. Zusätzlich fuhren außerhalb des Takts drei Züge von Herne nach Bochum Hbf und ein Zug von Bochum Hbf nach Herne. Mit dem Beginn des Sommerfahrplans am 25. Mai 1990 fuhren sämtliche Züge von Bochum Hbf nach Wanne-Eickel. Die Direktverbindung von Bochum nach Herne übernahm die bereits am 2. September 1989 eröffnete Stadtbahnlinie U35. Der diagonal über der A 43 gelegene Haltepunkt Herne-Rottbruch wurde seitdem nicht mehr angefahren.

### Nokia-Bahn

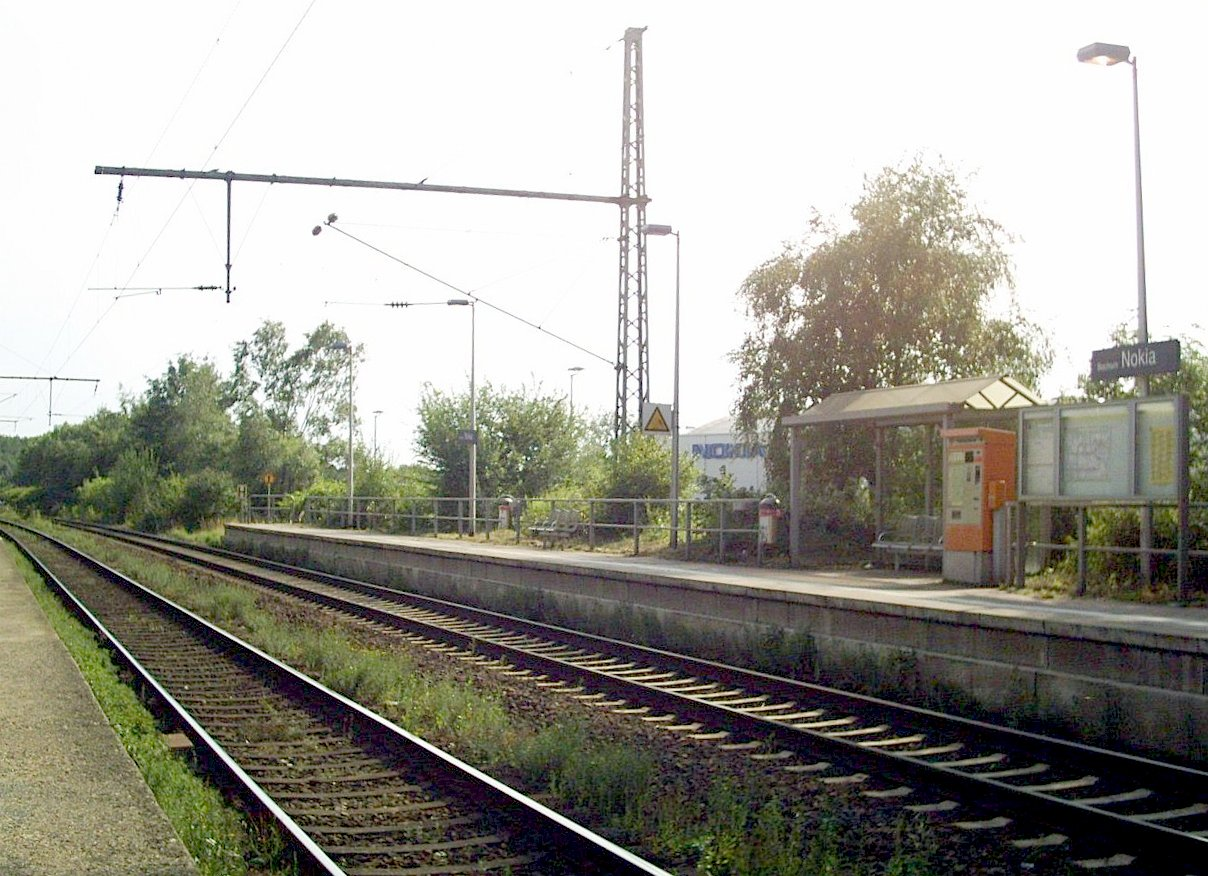
Haltepunkt Bochum NOKIA mit dem damaligen Nokia-Werk im Hintergrund

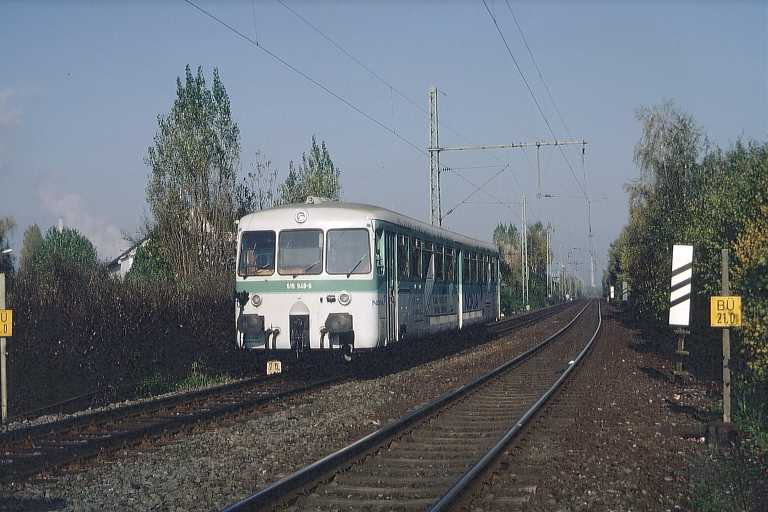
Akku-Triebwagen der Baureihe 515 Anfang der 1990er Jahre beim Haltepunkt Bochum NOKIA

1993 beteiligte sich der finnische Mobilfunkkonzern Nokia als Sponsor an der Modernisierung von drei Akkutriebwagen der Baureihe 515. Neben Werbung für den Konzern sollten die als Nokia-Bahn vermarkteten Züge auf der Verbindung Gelsenkirchen – Wanne-Eickel – Bochum, der heutigen Glückauf-Bahn, auch die Belegschaft des Nokia-Werks Bochum befördern. Die Fahrzeuge wurden vom Ausbesserungswerk Limburg und dem Bahnbetriebswerk Wanne-Eickel modernisiert. Sie erhielten neue Fußböden sowie Sitzpolster und die damaligen Produktfarben des Nahverkehrs Minttürkis/Pastelltürkis/Lichtgrau; hinzu kam eine Außenwerbung mit großem Nokia-Schriftzug. Gleichzeitig wurde der Haltepunkt Bochum-Graetz in Bochum NOKIA umbenannt.
Mit ihrer Inbetriebnahme zum Fahrplanwechsel am 29. Mai 1994 wurde auch das Angebot wieder deutlich ausgeweitet und von der Deutschen Bahn zunächst unter der Zuggattung City-Bahn (CB) vermarktet, die wiederum am 1. Januar 1995 von der Regionalbahn (RB) abgelöst wurde. Gefahren wurde täglich von 6:00 bis 24:00 Uhr im Stundentakt, werktags von 5:00 bis 19:30 Uhr (samstags bis 15:30 Uhr) wurde der Verkehr auf einen 30-Minuten-Rhythmus verdichtet. Das Angebot wurde so gut angenommen, dass im Berufsverkehr einige Züge als Doppeleinheiten gefahren werden mussten. Dazu wurde ein vierter Triebwagen aufgearbeitet.
Nach Ausmusterung der letzten Triebwagen der Baureihe 515 am 31. Oktober 1995 wurden auf der Nokia-Bahn Dieseltriebwagen der Baureihe 628.4 eingesetzt.
Teilweise wurde die Linie auch als Nokia Express bezeichnet. Die Sponsoring-Aktion mit der Nutzung von Markennamen als Gegenleistung für eine finanzielle Beteiligung an einem Verkehrsprojekt fand als Beispiel auch Eingang in wirtschaftswissenschaftliche Literatur.

### Betrieb durch Abellio

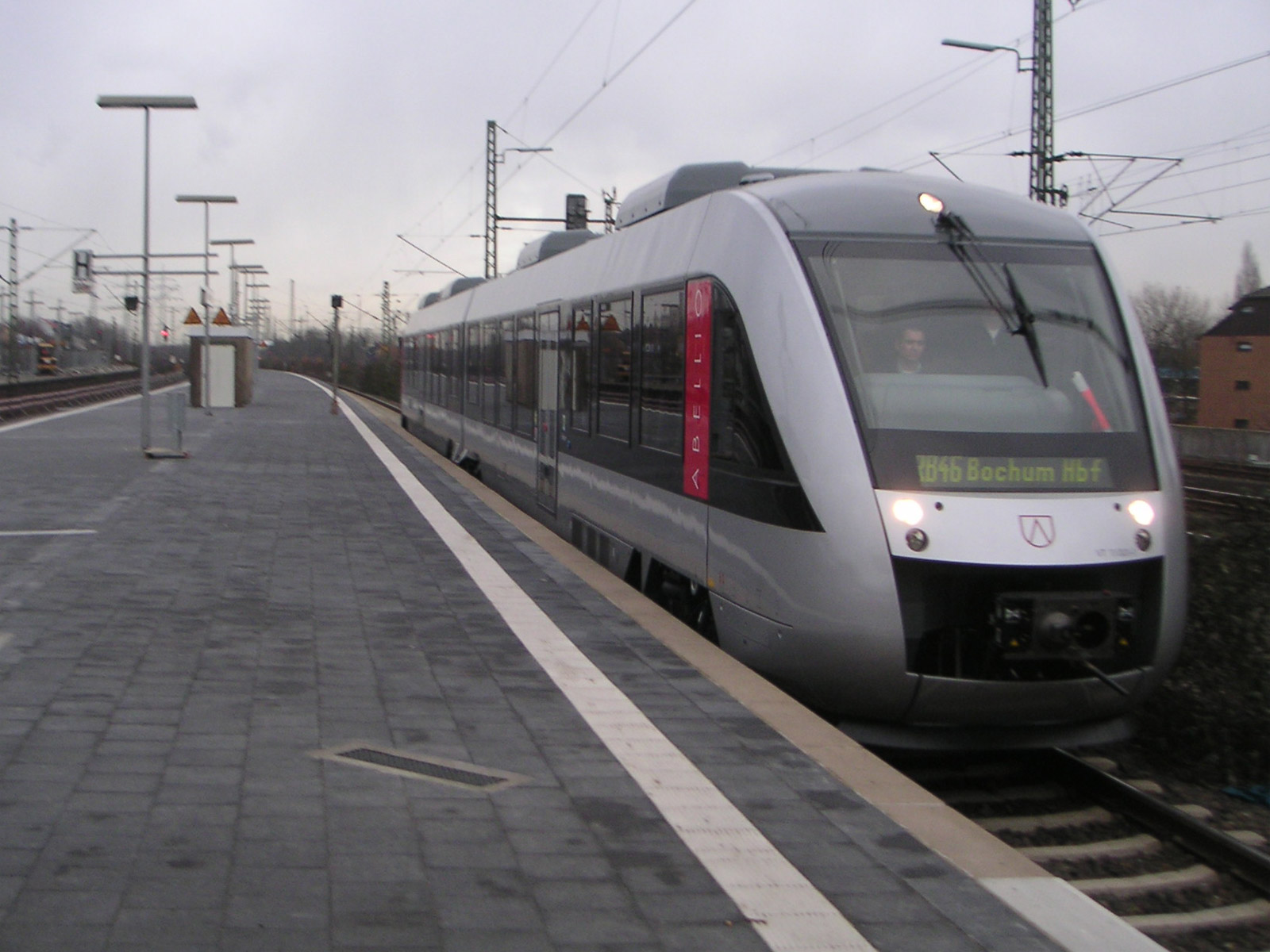
Triebwagen der Linie RB 46 im Jahr 2005 in Gelsenkirchen Hbf

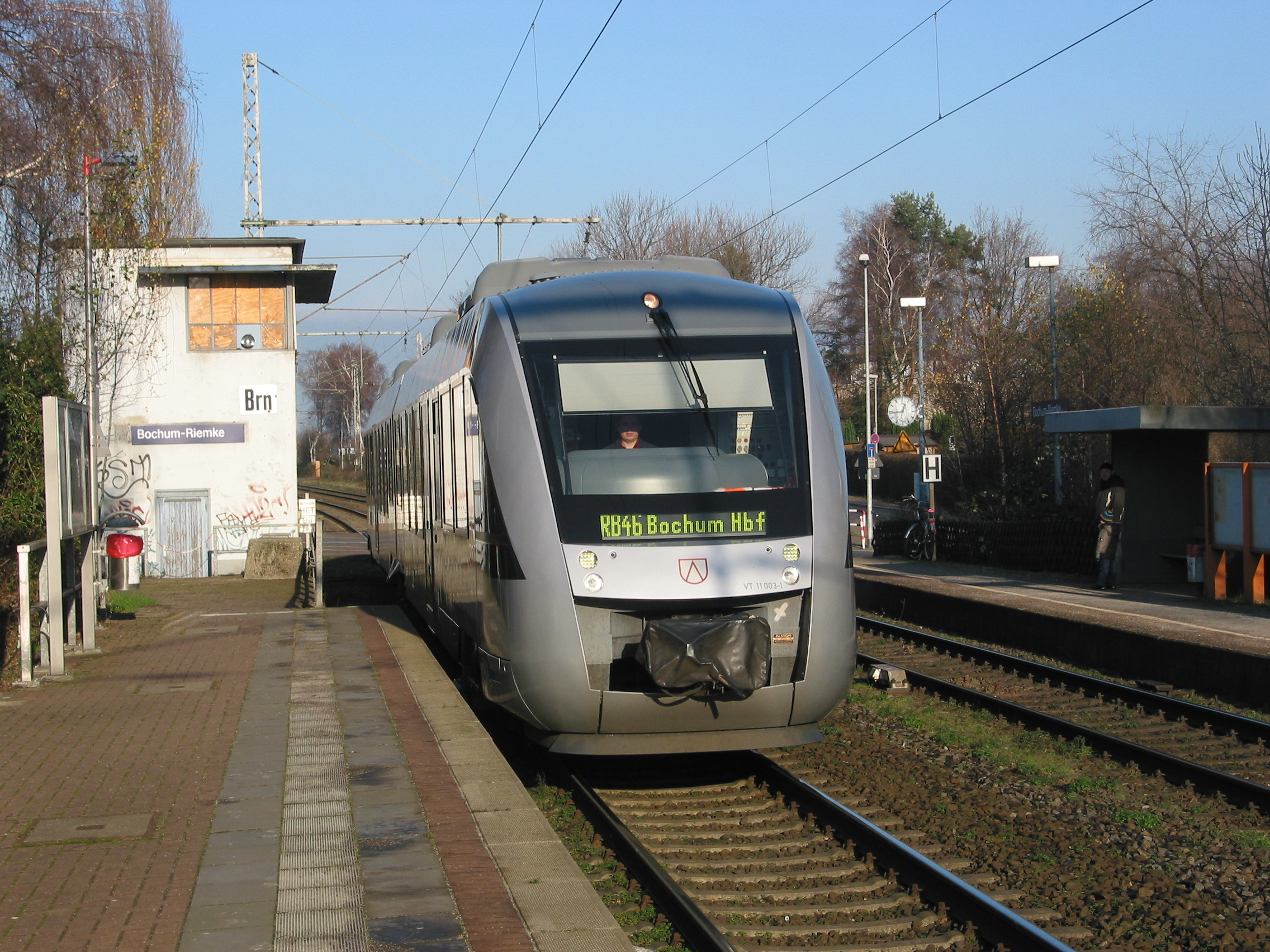
Die Glückauf-Bahn im Jahr 2009 in Bochum-Riemke

Im November 2004 gewann die Abellio Beteiligungsgesellschaft die Ausschreibung des Emscher-Ruhrtal-Netzes mit den beiden Linien RB 40 (Ruhr-Lenne-Bahn Essen – Hagen) und RB 46 (Nokia-Bahn Bochum – Gelsenkirchen), letztere mit einer Laufzeit zunächst bis 2017. Daraufhin wurde im Jahr 2005 die Abellio Rail NRW GmbH als Betreibergesellschaft gegründet. Für die RB 46 wurden drei Dieseltriebzüge vom Typ Coradia LINT 41/H beim Hersteller Alstom bestellt. Abellio warb mit einer hochwertigen Ausstattung der Fahrzeuge, wie großzügige Raumaufteilung, komfortable Sitzen, Panoramafenster, gute Umweltverträglichkeit, barrierefreier Zugang und Videoüberwachung. Die Betriebsaufnahme erfolgt zum Fahrplanwechsel am 11. Dezember 2005. Mit rund 22.200 Zugfahrten pro Jahr erbrachte Abellio als Betriebsleistung etwa 0,4 Mio. Zugkilometer jährlich.
Ausgelöst durch die Schließung des Bochumer Nokia-Werks im Jahr 2008 wurde angeregt, für die RB 46 einen neuen Namen zu finden. Um die Verbundenheit mit der Region auch weiterhin zum Ausdruck zu bringen, schrieb Abellio Rail NRW gemeinsam mit dem Verkehrsverbund Rhein-Ruhr (VRR) und der Stadt Bochum einen Namenswettbewerb aus. Bei 500 Einsendungen wurde von zwölf Teilnehmern der Name Glückauf-Bahn vorgeschlagen. Die offizielle Umbenennung wurde am 10. November 2008 mit dem ersten umgetauften Zug in Bochum initiiert. Ein ehemaliger Bergmann hielt im Bochumer Hauptbahnhof auf dem Gleis vor der neuen „Glückauf-Bahn“ symbolisch für den neuen Namen eine Grubenlampe. Der damalige VRR-Vorstand Martin Husmann erklärte der Presse, dass der Name „Glückauf-Bahn“ sich „am gleichlautenden Bergmannsgruß orientiere“ und damit „ideal in die Tradition der Region passe“. Da der Gruß „seit jeher für Zusammenhalt und den Wunsch auf eine bessere Zukunft stehe“, gäbe es somit „keinen Namen, der geeigneter sei, das Kapitel Nokia endgültig abzuschließen“. Die Fahrzeuge wurden nach einer Zugtaufe neu beschriftet; zum Fahrplanwechsel am 14. Dezember 2008 war der neue Name auch in den Fahrplänen zu lesen. Die Umbenennung des Haltepunkts Bochum NOKIA in Bochum-Riemke erfolgte zum 13. Dezember 2009.
2013 wurde bei den LINT 41/H-Triebzügen der Glückauf-Bahn die reguläre Hauptuntersuchung fällig. Dabei erhielten die Fahrzeuge auch ein Facelifting; der Außenlack wurde aufgearbeitet und es wurden Bestandteile der Inneneinrichtung erneuert. Bei einer erneuten Vergabe im Jahr 2016 wurde die Glückauf-Bahn dem Ruhr-Sieg-Netz zugeordnet. In einer Pressemitteilung vom 5. Dezember 2016 wurde die Erneuerung des Verkehrsvertrages mit Abellio ab Dezember 2019 für 15 Jahre bekanntgegeben. An Wochenenden und Feiertagen wurde die Linie RB 46 mit Stadler FLIRT EMU 2 bedient.

### Betriebsübergang an DB Regio
Im Jahr 2021 geriet Abellio in finanzielle Schwierigkeiten, nachdem über einen längeren Zeitraum die Einnahmen aus den Verkehrsverträgen nicht mehr die entstehenden Betriebskosten gedeckt hatten. Es wurde im Juni 2021 ein Insolvenz-Schutzschirmverfahren eingeleitet. Die Verhandlungen zwischen Abellio und dem VRR um eine Nachbesserung der Verkehrsverträge und die Abgabe besonders unrentabler Linien scheiterten, und die Verträge wurden vorzeitig zum 31. Januar 2022 gekündigt. Mit dem Betrieb der Glückauf-Bahn wurde DB Regio NRW im Rahmen einer Notvergabe für zwei Jahre beauftragt. Danach sollen die Verkehrsverträge langfristig neu ausgeschrieben werden.

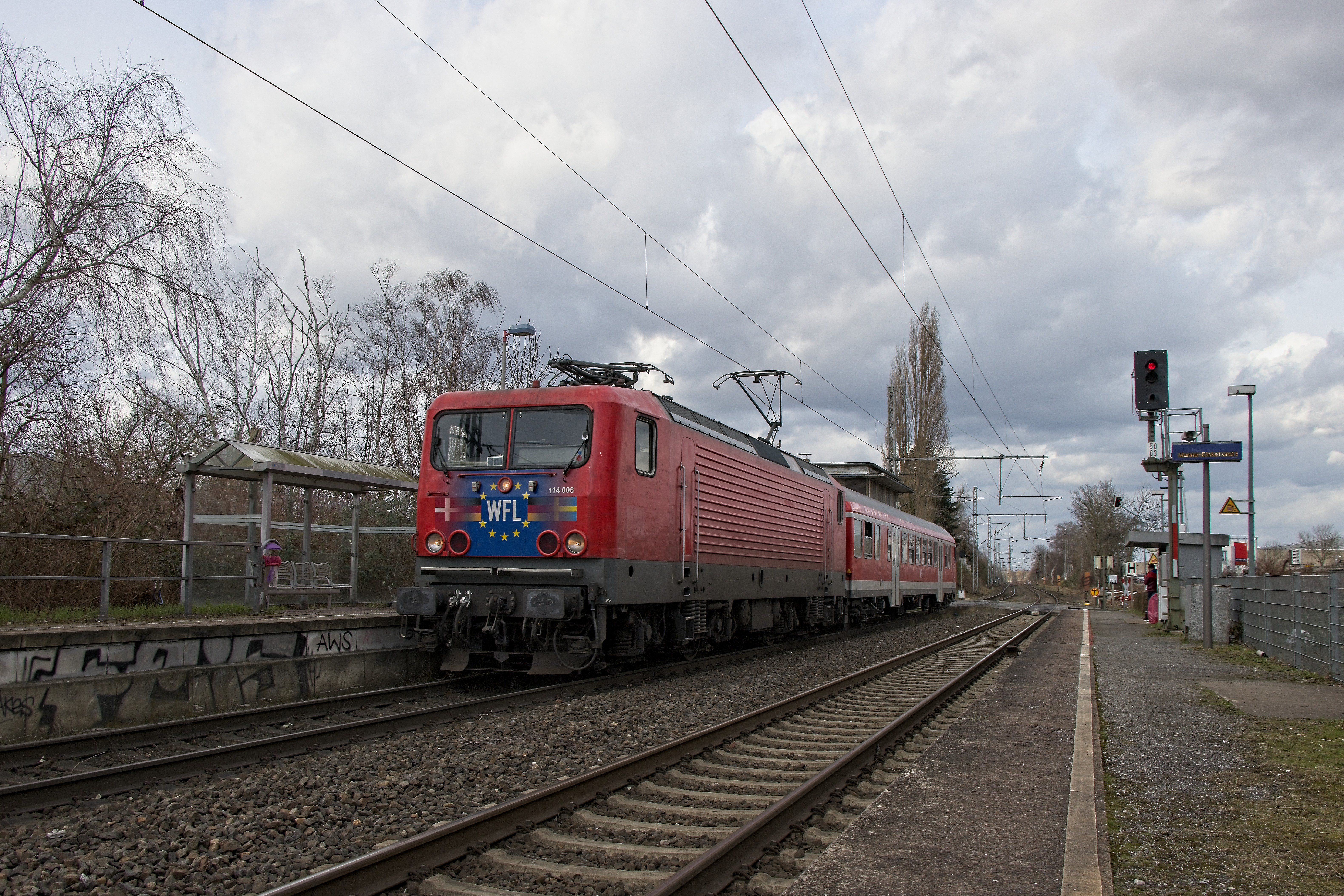
WFL-Ersatzzug im Bahnhof Bochum-Riemke

Aufgrund des Betriebsübergangs von Abellio zu DB Regio am 1. Februar 2022 wurde die Linie RB 46 vom 17. Januar bis 18. Februar im Schienenersatzverkehr mit Bussen betrieben; ab 19. Februar wurde erneut der Schienenverkehr im Stundentakt aufgenommen. Zum Einsatz kam ein Wendezug der Wedler Franz Logistik, welcher aus einem einzelnen (Doppelstock-)Steuerwagen sowie einer Elektrolokomotive bestand. Die Ersatzzüge verkehrten bis einschließlich 13. März 2022.
Ab dem 14. März 2022 wurden ersatzweise Triebzüge der Baureihe 426 aus dem DB-Gebrauchtzug-Bestand eingesetzt.

### Betriebsübergang an Vias Rail
Seit dem Fahrplanwechsel Dezember 2023 wird die Linie RB 46 für drei Jahre im Rahmen der Ausschreibung „Ruhr-Sieg-Netz“ von der VIAS Rail betrieben, welche Bestandsfahrzeuge vom Typ Stadler Flirt 1 einsetzen wird. Aufgrund von Bauarbeiten im Kreuz Herne der A43 und einer hierdurch bedingten verminderten Streckenkapazität erfolgte jedoch eine Bedienung im Schienenersatzverkehr mit Bussen bis zum 27. April 2024. Der Regelbetrieb konnte erst an diesem Tag mit Beendigung der Bauarbeiten aufgenommen werden. Stand Juli 2024 kommt es aber weiterhin unregelmäßig zu Einsätzen eines Wagens der Baureihe 426, dieser ist dann montags bis freitags tagsüber zum Halbstundentakt als Verstärker parallel zu einem Flirt-Triebwagen unterwegs. Der ursprünglich aus dem Bereich Rhein-Neckar stammende 426-Wagen trägt zwar Logos und Lackierung der DB, durchgeführt werden die Einsätze aber im Auftrag der VIAS.
Ab Dezember 2026 ist dann geplant, die Linie RB 46 in ein anderes Netz zu übertragen. Langfristig soll die Strecke von batterieelektrischen Triebwagen vom Typ „Langtyp“ des spanischen Herstellers CAF bedient werden.

## Streckenbeschreibung

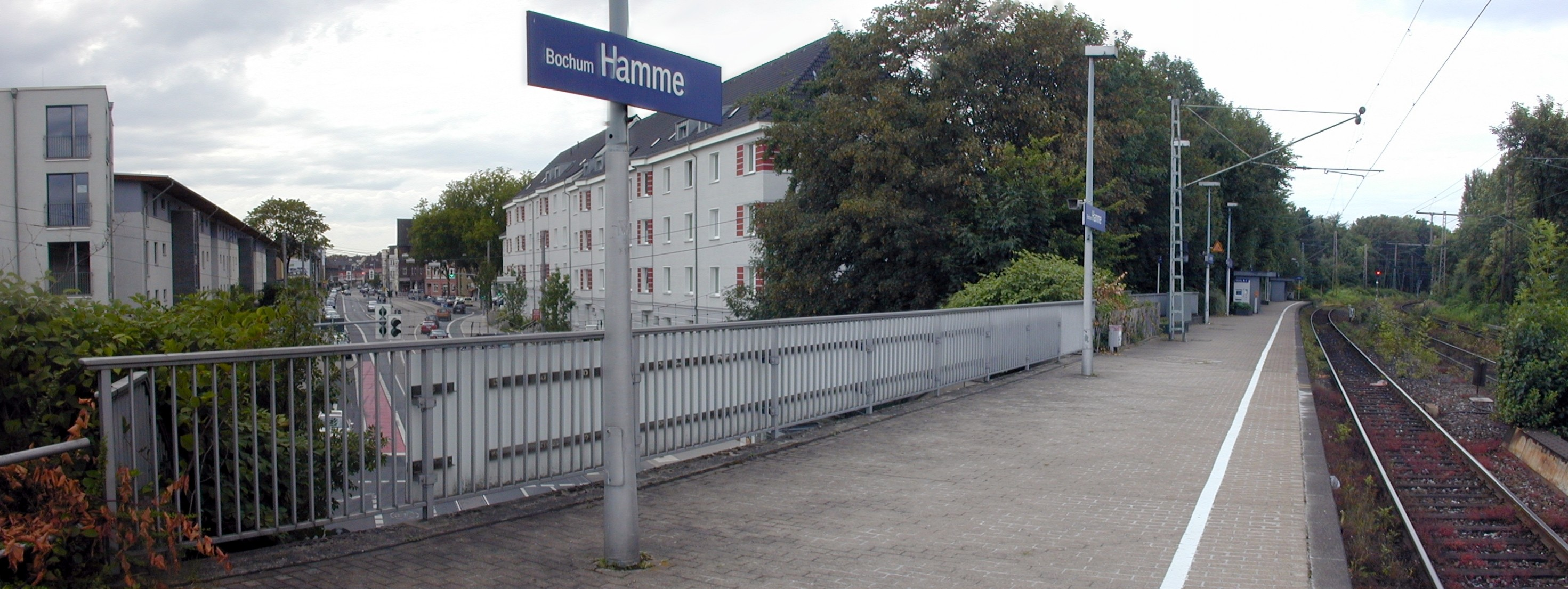
Haltepunkt Bochum-Hamme

Die Strecke verläuft zwischen Herne und Bochum durch ein noch heute stark industriell geprägtes Gebiet. Entlang der Strecke lagen zahlreiche Bergwerke und andere Montanbetriebe, von welchen viele auch Gleisanschlüsse hatten. Auf dem Abschnitt zwischen Herne-Rottbruch und Bochum-Präsident verkehren auch heute noch regelmäßig Güterzüge.
Von Gelsenkirchen bis Wanne-Eickel Hbf befährt die RB 46 die Bahnstrecke Duisburg–Dortmund. Von Wanne-Eickel Hbf kommend zweigt die Strecke bei Herne-Rottbruch ab und verläuft parallel zur A 43 in Richtung Süden. Ab hier wird die ursprünglich von der Bergisch-Märkischen Eisenbahn-Gesellschaft (BME) erbaute Bahnstrecke Essen/Oberhausen–Bochum genutzt.
Kurz vor der Stadtgrenze zu Bochum überquert sie eine ehemalige Grubenanschlussbahn der Zechen Shamrock und Constantin, bevor sie den Haltepunkt Bochum-Riemke erreicht. Hier lagen früher die Bochumer Werke von Graetz und Nokia, welche zeitweise namensgebend für den Haltepunkt waren. Weiter südlich befindet sich der heute noch viergleisige Betriebsbahnhof Bochum-Riemke, vor dessen südlicher Einfahrt früher die sogenannte Salzstrecke nach Wanne-Eickel abzweigte. Ebenfalls befand sich dort ein Gleisanschluss der Zeche Hannibal, deren Halde westlich der Bahnstrecke liegt.
Ab dem Betriebsbahnhof Bochum-Riemke verläuft die Strecke dreigleisig bis zum Haltepunkt Bochum-Hamme, vor welchem sie die A 40 unterquert. Hiernach zweigen die beiden östlichen Gleise auf Höhe des Güterbahnhofs Bochum-Präsident auf die Bahnstrecke Osterath–Dortmund Süd ab. Bis zur Inbetriebnahme der Verbindungskurve zum Bochumer Hauptbahnhof fuhren Personenzüge hier ebenfalls weiter in Richtung Bochum Nord.
Heute überquert die Strecke den Güterbahnhof Bochum-Präsident entlang des Geländes des Bochumer Vereins. Kurz vor dem Haltepunkt Bochum West existiert noch ein Gleisanschluss der Bochumer Eisenhütte Heintzmann; früher hatte der Bochumer Verein ebenfalls einen Gleisanschluss. Die Strecke war hier ursprünglich mehrgleisig, was an den zahlreichen Straßenbrücken auf diesem Abschnitt noch gut erkennbar ist. Der Haltepunkt Bochum West wurde auf einem ehemaligen Gleisbett gebaut. Im Zuge von Umbauarbeiten auf der Alleestraße wird der außer Betrieb genommene Streckenteil abgerissen. Die nicht mehr in Betrieb befindlichen Teile der DB-Brücke werden in Zusammenhang mit der Baumaßnahme
ebenfalls abgebrochen. Die Brückenbauwerke mit dem Bahnsteig und der Gleisanlage bleiben unverändert.
Hinter der Brücke über die Maximilian-Kolbe-Straße führte ursprünglich eine Verbindungskurve in westlicher Richtung über den heute stillgelegten Bahnhof Bochum Süd zum Güterbahnhof Bochum an der Strecke Dortmund–Duisburg. Diese Verbindungskurve wurde 1996 stillgelegt und ist heute abgebaut.
Die hinter dem Haltepunkt Bochum West liegende und auf Betonpfeilern erbaute neue Verbindungskurve wurde 1979 in Betrieb genommen. Sie verläuft in östlicher Richtung zum Bochumer Hauptbahnhof, überquert zuvor die Viktoriastraße und die Fußgängerzone Konrad-Adenauer-Platz/Kortumstraße, sodass eine gute Sicht auf das Bochumer Szeneviertel Bermuda3eck besteht.

## Anschlüsse
| Bahnhof       | Anschluss aus/nach                                | Linie                                 |
| ------------- | ------------------------------------------------- | ------------------------------------- |
| Gelsenkirchen | Essen, Oberhausen                                 | RE 2, RE 3, RB 32, RB 35, RE 42, S 2, |
| Wanne-Eickel  | Castrop-Rauxel, Dortmund, Dorsten, Recklinghausen | RE 2, RE 3, RB 32, RE 42, RB 43, S 2, |
| Bochum Hbf    | Dortmund, Essen, Witten, Hagen                    | RE 1, RE 6, RE 11, RE 16, RB 40, S 1, |

## Trivia
Abellio bewarb die Linie RB 46 als „die schnellste Verbindung zwischen den drei Großstädten Bochum, Wanne-Eickel und Gelsenkirchen“. Wanne-Eickel ist jedoch seit 1976 keine eigenständige Stadt mehr, sondern Teil von Herne; lediglich der Hauptbahnhof behielt seinen alten Namen.